# Colchester Community Stadium
Il Colchester Community Stadium, noto come JobServe Community Stadium per ragioni di sponsorizzazione, è un impianto sportivo di Colchester, in Inghilterra. Ospita e partite interne del Colchester United, squadra calcistica cittadina.

## Storia

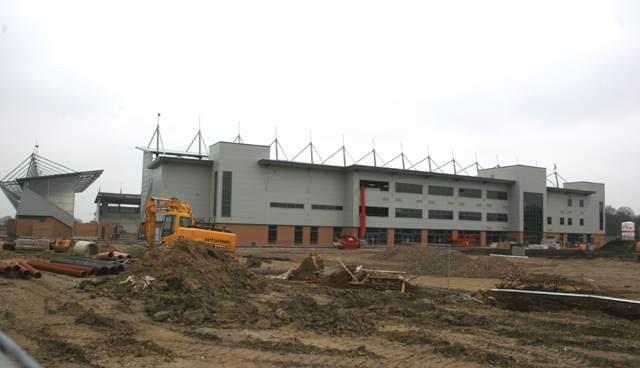
Lo stadio in costruzione.

Il progetto del nuovo stadio fu concepito all'inizio degli anni 2000 per sostituire il vecchio Layer Road. La necessità di un nuovo impianto era evidente a causa delle limitazioni strutturali e di sicurezza di quest'ultimo. Così, nel 2007, iniziarono i lavori di costruzione del nuovo impianto in un'area sita a nord di Colchester, nei pressi dell'autostrada A12. La costruzione del nuovo stadio fu finanziata in parte grazie al supporto del club, del Colchester Borough Council e dai prestiti provenienti dalla Football Association.
Il Colchester Community Stadium fu ufficialmente inaugurato il 4 agosto 2008. La prima partita disputata nello stadio fu un'amichevole contro l'Athletic Bilbao, compagine della Liga spagnola, che terminò con il risultato di 2-1 per gli ospiti. 

## Attività extrasportive
Nel giugno 2014, il JobServe Community Stadium ha ospitato un concerto di Elton John, attirando migliaia di spettatori e dimostrando la capacità dello stadio di accogliere grandi eventi musicali. Due anni dopo, nel giugno 2016, Lionel Richie si è esibito nello stesso stadio.
Oltre alle partite di calcio e ai concerti, lo stadio è diventato un centro polifunzionale per la comunità. Ospita regolarmente conferenze, fiere, eventi aziendali e sociali, grazie alle sue strutture moderne e versatili. Lo stadio è dotato di sale conferenze, aree hospitality e spazi multifunzionali che possono essere adattati per diverse tipologie di eventi.
L'impianto è stato ulteriormente migliorato con l'introduzione di tecnologie avanzate, come l'installazione di un nuovo sistema di illuminazione a LED e l'aggiornamento delle strutture di accoglienza per i tifosi.

## Settori[6]
Il JobServe Community Stadium è suddiviso in quattro tribune principali:
- West Stand (Main Stand): La tribuna principale dell'impianto, ospita gli spogliatoi, le sale VIP, le sale conferenze e le postazioni per la stampa.
- East Stand: Opposta alla West Stand, tribuna spaziosa che ospita la maggior parte dei tifosi di casa.
- South Stand: Situata dietro una delle porte, è solitamente riservata alla tifoseria ospite.
- North Stand: Dietro l'altra porta, questa tribuna è destinata ai tifosi di casa e ospita la sezione degli ultras del club.

## Dati statistici
L'affluenza media registrata è di circa 3.586 tifosi per partita.
Il record di affluenza allo stadio è stato stabilito durante la partita Colchester United-Norwitch City del 16 gennaio 2010, valida come 27ª giornata di League One, con 10.064 spettatori presenti. La partita terminò con il risultato di 5-0 per la squadra avversaria.

## Trasporti
l'impianto è facilmente accessibile con vari mezzi di trasporto:
- Auto: Lo stadio si trova vicino alla A12, che collega Colchester con Londra e altre importanti città dell'Essex. Sono disponibili ampi parcheggi presso lo stadio per i tifosi che arrivano in auto.
- Treno: La stazione ferroviaria di Colchester North è la più vicina allo stadio, situata a circa 3 chilometri di distanza. Dalla stazione, è possibile prendere un autobus o un taxi per raggiungere lo stadio in pochi minuti.
- Autobus: Diverse linee di autobus collegano il centro di Colchester e altre aree circostanti con lo stadio, rendendo facile l'accesso per i tifosi che utilizzano il trasporto pubblico.